# دوشاخه‌سرخس‌سانان
دوشاخه‌سرخس‌سانان (نام علمی: Gleicheniales) نام یک راسته از رده رده دم‌اسبی است.